# Johan Wichers Quintus
Johan Wichers Quintus (Groningen, 14 augustus 1807 – aldaar, 14 februari 1864) was een Nederlands notaris en politicus.

## Familie
Quintus, lid van de familie Quintus, was een zoon van jhr. mr. Willem Jan Quintus (1778-1839), lid van de Provinciale Staten van Groningen en lid van de Tweede Kamer, en Aleida Sibilla Sara Wichers. Hij trouwde in 1837 met Wibbina Maria Gockinga (1812-1888), dochter van mr. Joseph Gockinga.

## Loopbaan
Quintus studeerde rechten aan de Groninger Hogeschool en promoveerde in 1830 op zijn proefschrift. Vanaf 1832 tot aan zijn overlijden was hij notaris in Groningen. Hij was daarnaast lid van de Provinciale Staten (1843-1862) en gemeenteraadslid (1851-1864) en wethouder (tot 1860) van de stad. Van 16 september 1862 tot zijn overlijden op 14 februari 1864 was hij lid van de Eerste Kamer der Staten-Generaal. Als notaris werd hij opgevolgd door zijn broer Roelof Antonius Quintus.
- Biografisch Portaal: 27980873
- Digitale Bibliotheek voor de Nederlandse Letteren: quin022
- Gemeinsame Normdatei: 1055337296
- International Standard Name Identifier: 0000 0003 9761 924X
- Nederlandse Thesaurus van Auteursnamen: 072439300
- Parlement.com: vg09ll5fydxt
- Virtual International Authority File: 37308544
- WorldCat: E39PBJy4dwJ6PmwWrPmMx4GPwC